# HD 86081 b
HD 86081 b (بالإنجليزية: HD 86081 b)‏ الذي يرمز له بالرمز HD 86081b، هو كوكب خارج المجموعة الشمسية، في كوكبة السدس، يتبع HD 86081 ‏.

## الاكتشاف
اكتشف في 17 أبريل 2006.